# Jake Silbermann
 (décembre 2020).
Jake Silbermann (né le 1er juin 1983) est un acteur américain. Il est principalement connu pour le rôle de Noah Mayer (2007-2010) dans le soap opéra As the World Turns. Avec Van Hansis, son partenaire dans le feuilleton, il formait à l'écran le premier "super couple" gay du monde des soap operas, Luke & Noah.
Silbermann tient également le rôle principal dans le film indépendant Brunch of the Living Dead.
Natif de New York, Jake est diplômé de l'université de Syracuse.
Il fait aussi du mannequinat pour l'agence DNA Model Management à New York, ainsi que des voix off et des spots publicitaires. Il joue dans de nombreuses pièces à New York.

## Filmographie

### Cinéma et télévision
- 2008 : Gossip Girl (1 épisode)
- 2007 : As the World Turns : Noah Mayer
- 2007 : Haine et Passion : Porter (1 épisode)
- 2006 : Brunch of the Living Dead : Jeff
- 2019 : The Report de Scott Z. Burns : officier de la CIA

### Jeux vidéos
- 2018 : Red Dead Redemption 2 : Captain Monroe